# 坂上是則
坂上是則（日语：／ Sakanoue no Korenori */?，876年—930年）是日本平安時代前期至中期的貴族和歌人，官位是從五位下加賀介，為三十六歌仙和《百人一首》歌人之一，有約40首作品收錄於敕撰和歌集，其畫像《紙本著色三十六歌仙切》、靜嘉堂藏、冷泉家時雨亭文庫藏和大阪青山歷史文學博物館的館藏《是則集》均是重要文化財。其父是坂上好蔭，其子是梨壺五人之一的坂上望城。

## 生平
按《古今和歌集目錄》記載，是則的祖先雖然不明，但是《大辭泉》、《世界大百科事典》和《日本國語大辭典》均主張他是坂上田村麻呂的子孫，而《國史大辭典》則指出存在此說法。另外，他的出生年份在各種文獻上也沒有記載，不過按照村瀨敏夫的推測為貞觀18年（876年）。延喜初年，他在御書所展開仕途。延喜5年3月20日（905年4月27日），按《西宮記》記載他在仁壽殿與藤原董之、帶刀在原相如和榎井清鄉一同於醍醐天皇面前表演蹴鞠，並且因為成功連續206次沒有讓其掉下來而獲賞賜絲綢。延喜8年（908年）正月，他出任大和權少掾，同年8月28日（9月26日）升任大和權掾。延喜12年3月27日（913年5月6日）和延喜15年2月23日（915年3月11日），他先後就任少監物和中監物。延喜17年正月29日（917年2月23日）和延喜21年正月30日（921年3月12日），他先後擔任少內記和大內記。延長2年正月7日（924年2月14日），叙爵為從五位下，同月出任加賀介。逝年方面，《群書類從》、《大辭泉》、《世界大百科事典》、《日本國語大辭典》、《日本大百科全書》和《國史大辭典》均記載為不明，然而《國史大辭典》有提到《坂上系圖》記載為延長8年（930年）。

## 和歌
是則收錄於敕撰和歌集的和歌數目眾說紛紜，成書於延元2年或建武4年（1337年），增補於康安2年或貞治元年（1362年）和正保3年（1646年）的《敕撰作者部類》記載為39首，《日本大百科全書》也持同一意見，而《世界大百科事典》是35首，《日本古典文學大辭典》和《三省堂名歌名句辭典》均是約40首，《國史大辭典》是41首，《和歌大辭典》則是43首。按《日本古典文學大辭典》和《和歌大辭典》記載，他最早參加的歌合是寬平御時後宮歌合，此後相繼在三月三日紀師匠曲水宴、藤原定國的四十賀、平定文家歌合、大井川行幸和亭子院歌合等場合均有創作和歌，地位上僅次於紀貫之、凡河內躬恆和壬生忠岑等《古今和歌集》的編者。不過，村瀨敏夫認為他在寬平御時後宮歌合時年紀尚輕，推測他當時並沒有創作和歌，相對地在貫之的推舉下，他得已與《古今和歌集》的編者以及當時和歌界的長老素性一同向藤原定國獻上屏風歌，由於三月三日紀師匠曲水宴是否史實本身存在爭議，因此以確切的資料來說，這首屏風歌可能才是是則在和歌界活躍的起點:95-97。延喜7年9月10日（907年10月19日），他在宇多法皇行幸大井川時與貫之、躬恆、藤原伊衡和大中臣賴基等人一同創作和歌。其後的亭子院歌合，他與貫之一同擔任右方的歌詠，負責詠唱和歌，同年十月舉行的內裏菊合以及延喜18年（918年）2月舉行的勤子內親王屏風歌他亦有參加。在同年9月28日（11月4日），他與躬恆、源公忠、大江千古、藤原兼輔、藤原伊衡和藤原俊蔭一同參與洛外遊覽連歌。

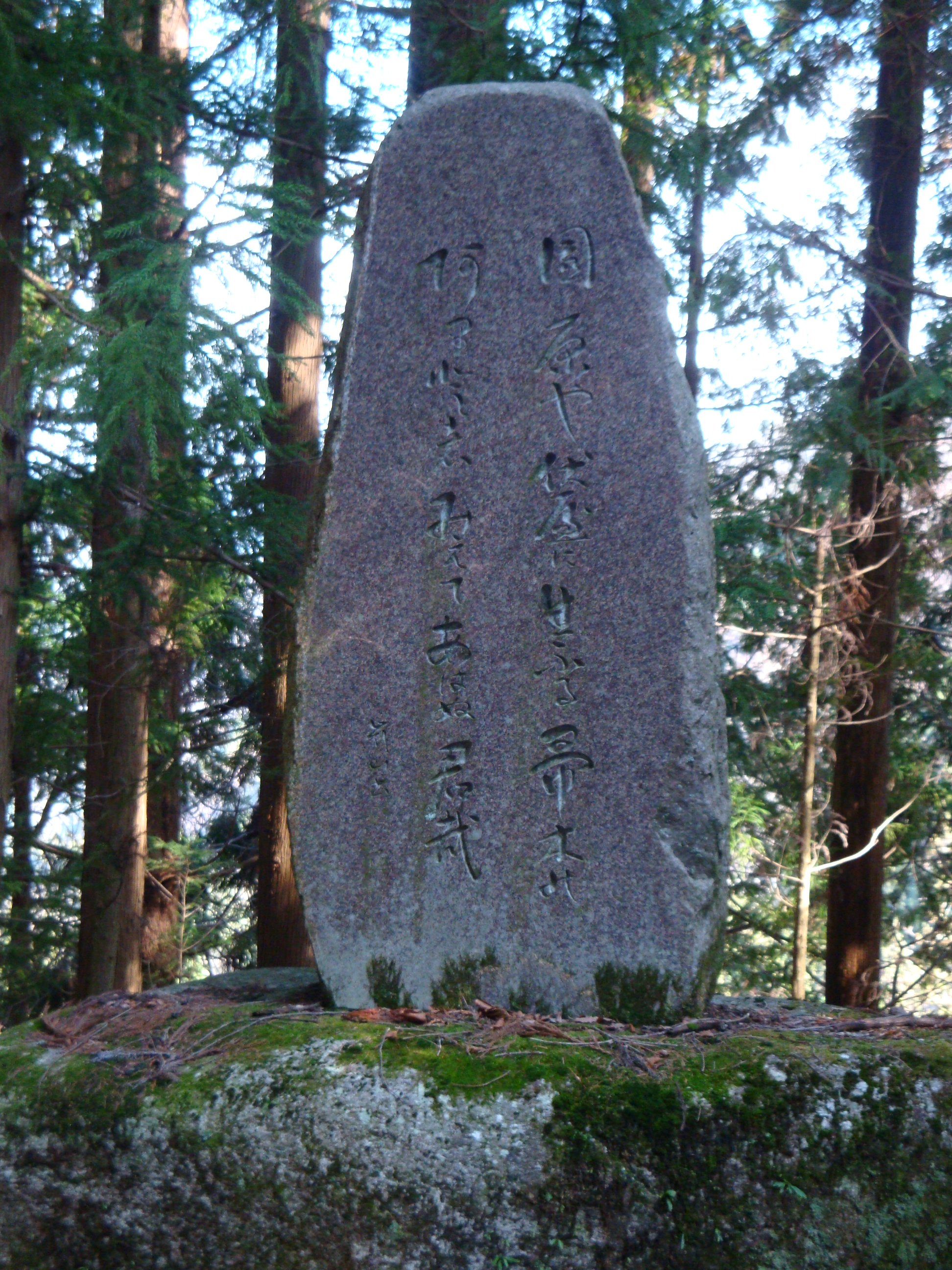
位於園原的歌碑

是則在延喜5年（905年）4月舉行的平定文家歌合中，以「無法相見的戀情」（会わざる恋）為題，創作了以下一首和歌：
| 原文 | 中譯                                                        |
| ---- | ----------------------------------------------------------- |
|      | 園原伏屋有一木 遠眺如木又如帚 近看無影又無蹤 無緣相遇就如妳 |

這首和歌收錄於《新古今和歌集》卷十一「戀歌一」，《新編國歌大觀》編號是997，意思是在信濃國園原（現長野縣下伊那郡阿智村園原）的伏屋的森林裡，有一棵遠看很清楚，像帚一樣的帚木，接近時卻無法相遇的就是妳吧，以園原作為歌枕，上三句為序詞，從而表達出無法如願與戀人相見的男性的怨恨或難以相見的單戀的感覺，《源氏物語》「帚木」卷的名稱便是源於此歌，當中光源氏與空蟬的贈答歌亦承襲了此歌。
在藤原定家以前，是則原本的代表作獲藤原公任選入《前十五番歌合》、《三十六人撰》、《和漢朗詠集》、《金玉和歌集》和《深窓秘抄》，藤原俊成則將其選入《古三十六人歌合》，後鳥羽法皇也將其選入《時代不同歌合》，內容如下：
| 原文 | 中譯                                        |
| ---- | ------------------------------------------- |
|      | 聽聞吉野山 白雪茫茫厚 歸鄉奈良知 寒風颼颼冷 |

這首和歌收錄於《古今和歌集》卷第六「冬歌」，《新編國歌大觀》編號是325，詞書是「在奈良投宿時詠唱」（ならの京にまかれりける時にやどれりける所にてよめる），意思是他在奈良投宿時感到非常寒冷，不期然想起了吉野山的白雪。

### 百人一首
- 《百人一首》歌牌
坂上是則
- 《小倉百人一首》坂上是則
菱川師宣繪本
- 《小倉擬百人一首》
坂上是則 佐藤忠信（日语：佐藤忠信）
歌川國芳的浮世繪

是則的和歌大多屬於以其在御書所時期的長官紀貫之為代表的古今調。此外，他也有清新且帶余韻的作品，例如《百人一首》的入選作：
| 《新編國歌大觀》版本 | 全日本歌牌協會版本 | 嵯峨嵐山文華館版本 | 中譯                                        |
| -------------------- | ------------------ | ------------------ | ------------------------------------------- |
|                      |                    |                    | 朦朧曙色裡 皎似月光寒 白雪飄飄落 映明吉野天 |

這首和歌收錄於《古今和歌集》卷第六「冬歌」，《新編國歌大觀》編號是332，詞書是「在前往大和的時候，看著雪從天而降時詠唱」（やまとのくににまかれりける時に、ゆきのふりけるを見てよめる），也收錄於《八代抄》、《秀歌體大略》、《八代集秀逸》和《五代簡要》等藤原定家撰寫的和歌集內，按吉海直人的說法，此歌改編自李白的《靜夜思》中的「牀前看月光，疑是地上霜」，並且倒轉了描寫角度，理由是《宗祇抄》中此歌的注釋是「理應視作遙望遠處」（彼地の眺望と見侍るべきなり），而坂上氏的祖先是以大和國高市郡為根據地的渡來人東漢氏，作為姓氏的坂上氏本身則是添上郡坂上的地名的由來。加上他曾經擔任大和國的地方官，因此可能實際描繪了自己在吉野時看到的境象，不過礙於當時奈良與吉野並不算近，因此也有可能是作為歌枕而來的幻想。
此歌表達了人們將照射在庭園上的月光看成是雪或將積雪看成是月光的情況，指清晨，則是指陰曆16日後天亮時仍然看得見的月亮，時間上兩者重叠，作為插入語用作串連之後的，表達出月光其實是積雪的反射，在這裡是以為或判斷的意思，則是表示程度極限的副助詞，加上中不斷出現的，由此帶出明快清新的感覺。
此外，關於積雪的厚薄也有爭論，《應永抄》認為在村落下的雪應該視為薄雪，相對地契沖在《改觀抄》中以《古今和歌集》的配置為理據，主張並非薄雪。而且，吉野配上（村落）的用法只見於此歌，其他的和歌均配上「山」，實際上《是則集》、《古今和歌六帖》以及《古今和歌集》的部分版本均是採用「山」字，而非「里」字，吉海直人認為藤原定家故意採用「里」字是因為薄雪更能突顯新奇的感覺，吉野本身則是《萬葉集》時期天武天皇和持統天皇等人待過的地方，亦曾建有離宮吉野宮，出於對其的憧憬和敬意，《百人一首》中不少和歌均以此為題材。末句的意思是正在下雪，採用了名為體言止的修辭手法，其中的是四段動詞中的命令形，則是助動詞的連體形，反映了正在下雪和對此感動的意思，其流暢而華麗的旋律帶出了余韻，並且以白雪的耀麗來一掃冬天的陰沉印象，文法上採用了無句切或初句切。另外，同樣是《百人一首》的收錄作之一的飛鳥井雅經的作品則是此歌的本歌取。

## 家集

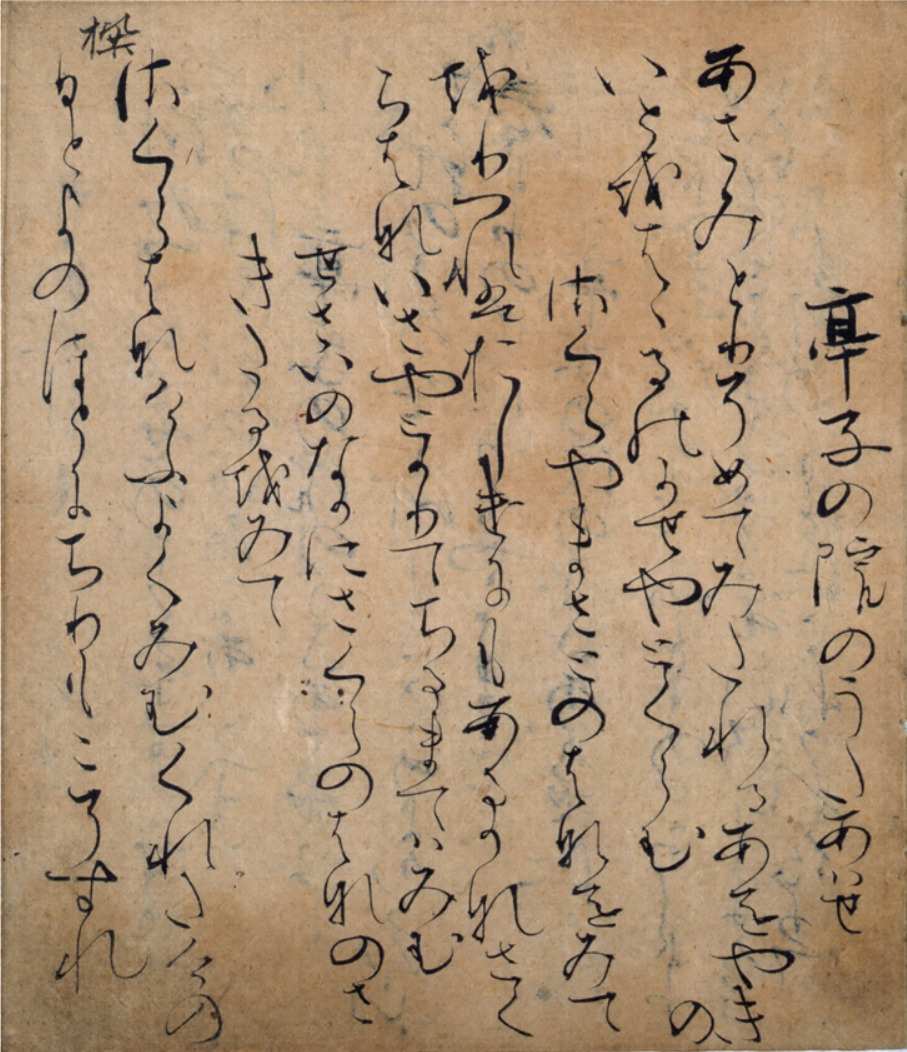
《是則集》

是則的家集是《是則集》，由他人撰寫而成，為三十六人集之一，又名《坂上是則集》，推測成書於《後撰和歌集》和《拾遺和歌集》之間的平安時代中期，採納自《古今和歌集》和《後撰和歌集》的同時，三代集中記載為詠人不知的作品也收錄於家集內，可見除了敕撰和歌集外，家集還採納了其他資料。現存的各版本均收錄了大約45首作品，都是《部類名家集》的轉寫本，首先是宮內廳書陵部藏A本，又稱宮內廳書陵部藏單獨本《是則集》，總共收錄了45首和歌，為目前形態最古舊的版本，《新編國歌大觀》以此為底本。其次是宮內廳書陵部藏B本，又稱宮內廳書陵部藏《三十六人家集本》，總共收錄了50首和歌，以A本為基礎在卷末以「清輔本」的名義增補了5首和歌，另有一複製版御所本《三十六人家集》，《私家集大成》以此為底本。其三是正保歌仙家集本，總共收錄了51首和歌，以A本和B本為基礎，在卷末以「雖在集不載歌」的名義增補了6首和歌，分別來自《新古今和歌集》「春下」、「秋上」、「戀一」、「戀五」、《續古今和歌集》「春下」和「戀三」，其中取自《新古今和歌集》「戀五」的作品與家集第31首和歌重複，推測成立於中世後期（室町時代至戰國時代），《續國歌大觀》和《校註國歌大系》均以此為底本。其四是西本願寺本三十六人家集本，總共收錄了44首和歌，缺少了第32首，其中群書類從本第11首以「異本」的名義移至卷末，亦沒有目錄，《群書類從》以此為底本。最後是定家本，總共收錄了43首和歌，缺少了第12首和第32首和歌，宮內廳書陵部藏，轉寫本的彰考館本則在卷末從《古今和歌集》和《續古今和歌集》分別增補了4首和兩首和歌，堤和博認為這是增補自正保歌仙家集本，並且主張定家本可能比A本更接近《部類名家集》，同時新增離別段落，總結家集分為春、夏、秋、冬、祝、戀、離別和雜，共八個段落:103-115。

## 文化財
- 《紙本著色三十六歌仙切》
（是則）
- 大阪青山歷史文學博物館（日语：大阪青山大学）藏
定家本《是則集》

1935年4月30日，《紙本著色三十六歌仙切》（是則）獲文化廳指定為重要文化財，長33.9厘米，寬59.1厘米，為在1919年被拆散的《佐竹本三十六歌仙繪巻》的一部分，是則位於畫作的左方，頭戴烏帽子，身穿狩衣，下身則是指貫，呈座姿，右面則是其簡介，以及收錄於《古今和歌集》中的兩行和歌，畫像據傳出自擅長於似繪的藤原信實，詞則是出自九條良經。佐竹本原本由名古屋市公司不二企業的社長馬場厚子所持有，並且由京都國立博物館保管，馬場在2011年9月開始展開破產程序後，她為了減輕作為公司債權人的配當，將博物館的寄送地址改成其丈夫的住址，試圖瞞騙破產管財人來繼續持有佐竹本等7件重要文化財，及後她在2015年7月7日被東京地檢特搜部起訴其違反破產法，最終在2018年3月16日被東京地方裁判所判處其徒刑三年，緩刑五年，並且需要支付訴訟費，而文化廳則在2014年以3億日元將其購入並持有至今。1943年6月9日，靜嘉堂藏《是則集》獲指定為重要文化財。1987年6月6日，冷泉家時雨亭文庫藏《是則集》與另外42冊以「私家集（承空本）」的名義獲指定為重要文化財。2010年6月29日，大阪青山歷史文學博物館的館藏定家本《是則集》獲指定為重要文化財，文化廳稱其是現存的《是則集》中，最能夠正確反映《部類名家集》形態和排列的版本，由藤原定家監督下書寫而成，是能夠反映定家搜集私家集用作編寫《新敕撰和歌集》的珍貴史料。大阪青山歷史文學博物館則稱家集的題簽和附註是由定家親筆書寫，曾經是酒井忠勝、堀田正休以及加賀藩前田氏的收藏品，1941年時獲指定為重要美術品。

### 註解
1. ↑  按照村瀨敏夫的說法，由於《公卿補任》在2月時有任命地方官的紀錄，因此推測正月為筆誤，實際上是2月[4]。
2. ↑  菊合是指左右雙方互相拿出菊花，並以此為題材來創作和歌[13]。
3. 《古今和歌六帖》寫成「雖然聽說有」，《俊賴髓腦》則是「看到有」[14]。
4. ↑  伏屋是指公營的住宿設施[16]。
5. ↑  贈答歌是指兩人之間互相通過和歌來溝通[17]。
6. ↑  詞書是指該和歌的主題和寫作動機等相關事宜[23]。
7. ↑  柳澤良一認為將《靜夜思》當成是此歌的出處是很危險，那是因為六朝時期（孫吳、東晉以及南朝的劉宋、南齊、南梁和陳朝）以及《白氏文集》也有很多這樣的例子[18]。
8. ↑  《應永抄》是成書於應永13年（1406年）的《百人一首抄》的稱呼，是一本由二條滿基寫成的《百人一首》注釋書[29]。
9. ↑  體言止又稱名詞止，是指以名詞來替和歌收筆，從而帶出余韻[31]。
10. ↑  三代集是《古今和歌集》、《後撰和歌集》和《拾遺和歌集》的統稱[33]。
11. ↑  《部類名家集》又名《名家集》、《名家歌集切》，是由《兼輔集》、《興風集》、《深養父集》、《是則集》、《元方集》和《公忠集》的斷片所組成，各集均以類似的題材來作分類[11]:102[34]。另外，轉寫本是指以手抄本為底本再抄寫的版本[35]。
12. ↑  《日本古典大辭典》和《新編國歌大觀》將其視為與西本願寺本屬同一系統[36][37]，《私家集大成》則將兩者分開[38]。

## 外部連結
- . 國際日本文化研究中心和歌數據庫 （日语）.